# 마르티누 1세
시칠리아의 마르티노 1세 (Martino I di Sicilia, 1374/1376년경 – 1409년 7월 25일)은 1390년에 마리아 여왕과의 결혼으로 왕위에 올라 사망할 때 때까지 재위했던 시칠리아의 왕이다.
마르티노의 아버지는 장차 아라곤의 왕이 된 마르틴 1세이고, 그의 조부모는 아라곤 국왕 페드로 4세와 시칠리아의 레오노레였다. 1390년 2월에 그는 1362/1363년 출생의 시칠리아의 마리아와 혼인하였다. 1392년에 그는 군대를 이끌고 마리아와 시칠리아로 돌아온 뒤에 이에 반대하는 귀족 무리를 제압하였다. 1394년에 부부는 자신들 사이의 독자인 아라곤의 피에트로를 시칠리아의 왕자로 세우나, 피에트로는 1400년에 사망하고 말았다. 마르티노는 1401년 5월 25일 렌티니에서 마리아가 사망할 때까지 시칠리아를 아내와 공동 통치를 하였다. 이 시기에, 그는 빌뇌브 조약 (1372년)을 파기하고 시칠리아를 단독 통치했다. 1409년 사르데냐 칼리아리에서 그가 죽은 뒤, 당시 아라곤의 왕이었던 그의 아버지가 마르티노 2세라는 이름으로 시칠리아를 다스렸다.
마리아가 죽고 나서 마르티노 1세는 1402년 5월 21일 카타니아에서 대리혼으로, 1402년 5월 21일에는 직접 나타나서 에브뢰 가문의 후계자이자 장차 나바라 왕국의 여왕이 되는 나바라의 블랑카 1세와 혼인하였으며, 이들 사이에서 1403년에 태어난 마르티노가 있었지만 그도 1407년 발렌시아에서 사망하고 말았다. 두 번의 혼인 중에서 살아있는 자녀가 없었고, 남은 자식 중은 시칠리아 출신의 타리사 리차리 사이에서 1400/1403년에 태어난 서자 루나와 에헤리카의 백작이자 세고르베의 영주인 아라곤의 파드리케뿐이었다. 마르티노 2세는 그를 아라곤 제국의 후계자로 만들려 했으나, 이 시도는 실패로 돌아갔고, 파드리케는 카스페 타협에 따라 상속이 받아들여지지 않았다. 파드리케는 욜란데 루이세 데 무르와 혼인하였고 자식 없이 1438년에 사망했다.
그는 또한 시칠리아 출신의 아가테 데 페스케 사이에서 아라곤의 비올란테라는 서자를 두었으며 비올란테는 1428년경에 사망했다. 그녀는 두 차례 혼인하였으며 첫 번째는 1405년에는 제2대 니에블라 백작 엔리케 페레스 데 구스만(1371년-1436년)의 재혼녀 (일부에서는 정부였다고도 한다)로서, 두 번째는 엔리케의 친척인 마르틴 데 구스만과의 혼인이었다.
마르티노는 1409년 사르데냐 정복을 위해 군대를 이끌고 있었고, 죽기 바로 직전인 산루리 전투에서 아르보레아의 지배자에게 결정적 승리를 거뒀었다.

## 참고 문헌
- Urso, Carmelina. “Lo strano caso di Agatuccia Pesci e Tarsia Rizzari: Due "nemiche" alla corte di Martino i di Sicilia (1374–1409)”. 《Annali della facoltà di Scienze della formazione Università degli studi di Catania》 (이탈리아어) 2016 (15): 19–36. 2017년 9월 30일에 원본 문서에서 보존된 문서. 2017년 9월 29일에 확인함.